# HBTQ-vänstern
HBTQ-vänstern är ett nätverk för medlemmar i Vänsterpartiet, Ung Vänster och Vänsterns Studentförbund med intresse för HBTQ-politiska frågor. 
Nätverket bildades i samband med Vänsterpartiets kongress 2012. Åsa Brunius utsågs då till kontaktperson. En föregångare med namnet Vänsterpartiets HBT-nätverk bildades 2000 med bland annat riksdagsledamoten Tasso Stafilidis som initiativtagare.